# Coy Watson junior

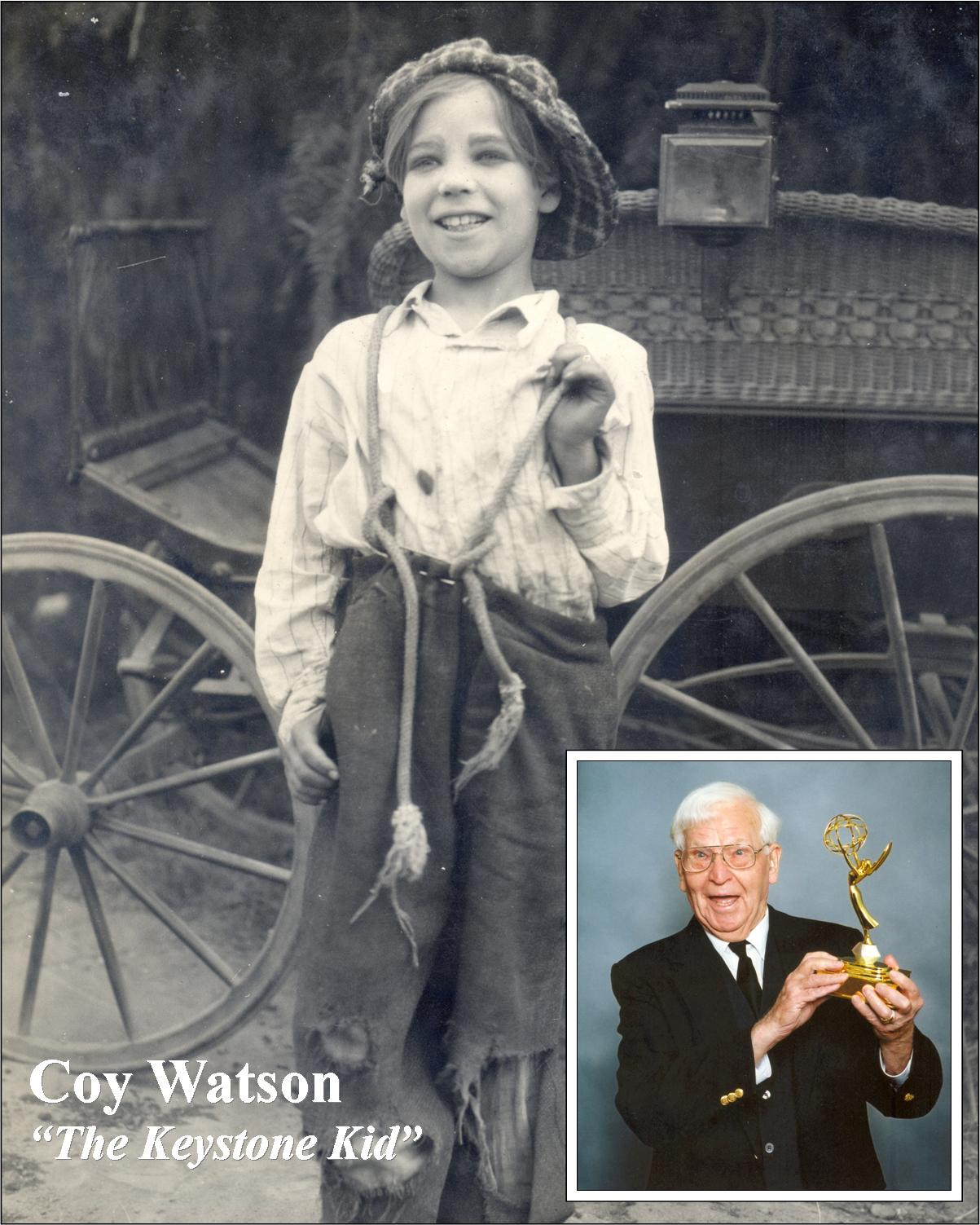
Coy Watson, „the Keystone kid“

James Caughey Watson Jr., genannt Coy (* 16. November 1912 in Los Angeles, Kalifornien, USA; † 14. März 2009 in Alpine, Kalifornien, USA) war ein US-amerikanischer Kinderdarsteller und gehörte zur Watson-Familie.

## Leben
Watson war ein amerikanischer Kinderdarsteller der Stummfilm-Ära, er spielte in den Jahren 1913 bis 1929 in mehr als 60 Filmen mit. Coy war unter anderem in mehreren Komödien der legendären Keystone Kops von Mack Sennett zu sehen. Er war das älteste von neun Kindern, auch alle seine jüngeren Geschwister arbeiteten später im Schauspielgeschäft und wurden so als die Schauspielfamilie Watson bekannt. Gemeinsam erhielt die Watson Family 1999 einen Stern auf dem Hollywood Walk of Fame.

## Filmografie (Auswahl)
- 1913: A Life in the Balance
- 1913: The Price of Silence
- 1914: Fatty's Gift
- 1921: While the Devil Laughs
- 1921: The Stork's Mistake
- 1921: A Nick-of-Time Hero
- 1921: Stolen Glory
- 1921: Assorted Heroes
- 1927: Im stillen Gässchen (Quality Street)
- 1927: Jackie, der Schiffsjunge (Buttons)
- 1927: Die blonde Kollegin (The Fair Co-Ed)
- 1928: Es tut sich was in Hollywood (Show People)
- 1928: Taxi 13
- 1929: Love, Live and Laugh